# South Henderson
 (mai 2025).
South Henderson est une census-designated place située dans le comté de Vance, dans l’État de Caroline du Nord, aux États-Unis. Lors du recensement de 2020, elle comptait 988 habitants.